# Thelocarpon laureri
Thelocarpon laureri är en lavart som först beskrevs av Flot., och fick sitt nu gällande namn av William Nylander. 
Thelocarpon laureri ingår i släktet Thelocarpon och familjen Thelocarpaceae.  Arten är reproducerande i Sverige. Inga underarter finns listade i Catalogue of Life.